# معاون (فیلم)
معاون (انگلیسی: Vice) فیلمی زندگی‌نامه‌ای و کمدی-درام، به کارگردانی و نویسندگی آدام مک‌کی است که در سال ۲۰۱۸ منتشر شد. در این فیلم کریستین بیل (در نقش دیک چینی) به همراه ایمی آدامز، استیو کارل، سم راکول، الیسون پیل، جسی پلمونس و تایلر پری به ایفای نقش پرداخته‌اند. فیلم صعود سیاسی چنی را تا تبدیل شدن به قدرتمندترین معاون رئیس‌جمهور در تاریخ ایالات متحده آمریکا، به تصویر می‌کشد. بازی هنرمندانه کریستین بیل در این فیلم ستایش منتقدان را برانگیخت.
این دومین فیلم سینمایی پس از فیلم دبلیو اثر الیور استون است که در آن دوران حکومت جرج دابلیو بوش به تصویر کشیده شده‌است. این فیلم در ۲۵ دسامبر ۲۰۱۸ از سوی آناپورنا پیکچرز در آمریکا اکران شد.و توانست در گیشه فروش ۷۶ میلیون دلاری را داشته باشد.

## خلاصه فیلم
فیلم معاون یک داستان حماسی و البته سیاسی را بررسی می‌کند؛ داستانی دربارهٔ اینکه چگونه دیک چینی از حضور در کنار ریچارد نیکسون، سی‌وهفتمین رئیس‌جمهور ایالات متحده آمریکا و مدیریت شرکت هالیبرتن، با پیوستن به کابینه جرج دبلیو بوش و کسب جایگاه معاونت او، تبدیل به قدرتمندترین مرد دنیا شده‌است. او بعد از به‌دست آوردن این جایگاه، کشور خود و همچنین کل دنیا را به گونه‌ای تغییر داد که ما امروزه همچنان این تغییرات را حس می‌کنیم.

## بازیگران
- کریستین بیل در نقش دیک چینی
- ایمی آدامز در نقش لین چینی
  - کیلی اسپینی در نقش جوانی لین
- استیو کرل در نقش دونالد رامسفلد
- سم راکول در نقش جرج دابلیو بوش
- تایلر پری در نقش کالین پاول
- الیسون پیل در نقش مری چینی
- لی‌لی ریب در نقش لیز چینی
- جسی پلمونس در نقش کرت

## جوایز
این فیلم در هفتاد و ششمین مراسم گلدن گلوب نامزد شش جایزه گلدن گلوب از جمله جایزه گلدن گلوب بهترین فیلم موزیکال یا کمدی شد که طی آن، بازیگر نقش اول فیلم، کریستین بیل، گلدن گلوب بهترین بازیگر مرد فیلم موزیکال یا کمدی را از آن خود کرد.